# Tajug (Siman)
Tajug is een bestuurslaag in het regentschap Ponorogo van de provincie Oost-Java, Indonesië. Tajug telt 2362 inwoners (volkstelling 2010).